# Giovanni Ladislao di Bulgaria
Giovanni Ladislao di Bulgaria (in slavo ecclesiastico Їѡаннъ Владиславъ; in bulgaro Иван/Йоан Владислав?; presumibilmente 977 – Durazzo, febbraio 1018) fu zar della Bulgaria dal 1015 al 1018.
L'anno preciso della sua nascita è ignoto, ma si presume che sia nato circa un decennio prima del 987. Nel periodo precedente dell'ascesa al trono dello zio Samuele di Bulgaria o in quello immediatamente successivo Ivan e tutta la sua famiglia vennero condannati a morte per tradimento e solo l'intervento del cugino Gavril Radomir gli salvò la vita. Quando Gavril successe al padre nel 1014 rimase al trono per un anno solo perché nel 1015 Ivan lo assassinò e gli succedette al trono. A causa delle disperate condizioni in cui versava il paese a seguito della guerra sostenuta contro l'Impero bizantino egli cercò di negoziare una tregua con l'imperatore Basilio II Bulgaroctono. A seguito del fallimento delle trattative egli cercò di resistere tentando vanamente di respingere i bizantini entro i loro confini. Durante il suo regno Ivan cercò di rimettere in piedi l'esercito, di ricostruire molte delle fortezze del paese e di portare avanti una contro-offensiva, ma trovò presto la morte alla battaglia di Durazzo del febbraio 1018. Alla sua morte sua vedova Maria, i patriarchi e molti nobili locali si arresero definitivamente a Basilio che ben presto riuscì a porre fine a ogni sacca di resistenza ponendo fine al Primo Impero bulgaro.
Ivan lasciò dietro di sé un ricordo variegato, chi lo considerava nient'altro che un volgare assassino, chi un eroe che difese il paese al meglio delle sue possibilità e i suoi discendenti entrarono nei ranghi della nobiltà bizantina finendo per assurgere ai più alti gradi della Ierocrazia. Due donne della sua famiglia divennero imperatrici, mentre altri fecero carriera nell'esercito. Ivan è un antenato di Giovanni II Comneno

## Il sopravvissuto che si fece re
Giovanni Ladislao era il figlio di Aronne, un nobile bulgaro, fratello di Samuele di Bulgaria della dinastia dei Comitopuli. Fra il 976 e il 987 Samuele ordinò che suo fratello e tutti i suoi famigliari venissero uccisi per tradimento presso Razmetanitsa e Ivan fu l'unico a sopravvivere grazie all'intervento del cugino Gavril Radomir. Il periodo della sua vita che va da quel momento al 1015 quando riapparve per prendere il trono è del tutto sconosciuto.
Dal 1015 la Bulgaria rimase vittima del tentativo di Conquista bizantina della Bulgaria e fu proprio Gavril a doverla fronteggiare essendo succeduto al padre alla sua morte avvenuta nel 1014 quando era stato ucciso nel corso della battaglia di Kleidion che aveva visto la disfatta dei bulgari. Nonostante fosse salito al trono la posizione di Gavril restava incerta giacché Ivan, figlio del più anziano Aron, avrebbe potuto pretendere la corona sulla base di una maggiore anzianità. In quello stesso periodo Basilio II condusse una campagna militare che entrò profondamente in terra bulgara, riprendendosi la città di Edessa e pose sotto assedio la fortezze di Almopia. Gavril non aveva abbastanza forze per opporsi e poté solo guardare quel che andava accadendo fermo sulle rive del Lago di Vegoritida. La sua incapacità di far fronte alla crescente minaccia bizantina fece crescere il malcontento fra i nobili e Ivan divenne il leader dei delusi, quando Almopia cadde il destino di Gavril fu segnato e nel mese di agosto del 1015 mentre cacciava nei pressi di Arnissa venne ucciso da Ivan, forse su ordine dei bizantini stessi. Ivan salì quindi al trono prendendo le adeguate contromisure perché i rivali non lo schiacciassero.

## Un regno di guerra
Subito dopo aver preso la corona,  Ivan spedì una delegazione a Basilio che arrivò cinque giorni dopo la caduta definitiva di Almopia; nella lettera che scrisse Ivan comunicò d'aver ucciso personalmente il rivale, e che non solo aveva preso il potere, ma gli assicurava la massima umiltà e obbedienza, un atto di sottomissione che venne supportato anche da alcuni nobili. Subito dopo essersi saldamente insediato al trono Ivan cambiò politica dichiarandosi contrario a una qualsiasi forma di compromesso con i bizantini e adottò la politica dei suoi predecessori che prevedeva la lotta contro la crescente avanzata degli avversari.
A Basilio non ci volle molto per capire che la lettera di Ivan non era stata altro che uno stratagemma e progettò una contromossa corrompendo il Kavhan (un graduato dell'esercito) Teodoro, loro prigioniero, perché uccidesse Ivan. Teodoro a sua volta ingaggiò qualcuno di fiducia di Ivan perché lo uccidesse al posto suo, ma al momento di compiere l'omicidio fu lo stesso Teodoro ad essere ammazzato. Nel contempo Basilio continuò ad avanzare costringendo l'esercito bulgaro a ritirarsi sulle montagne dell'Albania avanzando fino al cuore della Bulgaria stessa. I bizantini presero la capitale Ocrida e bruciarono molti degli edifici reali, ma giunse la notizia che Ivan aveva posto sotto assedio la città di Durazzo, mentre dal sud si apprese che il generale bulgaro Ivats aveva sconfitto i bizantini alla battaglia di Bitola. Basilio si ritrovò con la strada che portava i rifornimenti tagliata in due dai bulgari e per questo dovette far ritorno a Tessalonica lasciando solo una piccola guarnigione a Ocrida che venne presto sconfitta.
Basilio da Mosinopoli decise di dividere l'esercito in due, una parte doveva mettere a ferro e fuoco la città di Strumica e l'altra doveva occuparsi di Sofia, nel gennaio 1016 Basilio fece ritorno a Costantinopoli.
Nel frattempo Ivan andava consolidando la propria posizione in Albania e nella Macedonia, a partire dall'ottobre del 1015 ordinò la ricostruzione di diverse fortezze distrutte dalla guerra come quella di Bitola. Nel 1016 Ivan chiese al principe vassallo Jovan Vladimir di Doclea, sposato con Theodora, sorella di Gavril, di raggiungerlo. È probabile che Ivan volesse il trono di Jovan così da assicurarsi anche la parte più occidentale del regno, se il principe voleva accettare l'invito la moglie invece si opponeva poiché aveva scarsa fiducia nell'assassino del fratello tanto che lo persuase a non partire. Ivan allora giurò che non voleva recargli alcun male e gli inviò una croce d'oro come segno di buona volontà, ma Jovan esitava affermando che Gesù era morto appeso a una croce di legno e non ad una dorata. Ivan ribadì la propria buona fede e gli inviò un salvacondotto firmato anche dal patriarca David, alla fine Jovan si convinse e si recò alla corte di Ivan, ma appena raggiunse la città di Prespa venne decapitato il 22 maggio e lo tsar si rifiutò di permetterne la sepoltura. Perché il suo corpo trovasse pace dovettero accadere numerosi eventi prodigiosi attribuiti a Jovan e solo allora Ivan ne permise il ritorno a casa.
Nella primavera del 1016 Basilio condusse l'esercito lungo la valle dello Strimone per porre sotto assedio la città di Pernik, la difesa della città e della sua fortezza venne affidata al comandante Krakra che resistette all'assedio per 88 giorni portando i bizantini a subire numerose perdite e alla fine costringendoli alla ritirata.
All'inizio del 1017 Basilio riprese gli attacchi e spedì i generali David Arianites e Constantine Diogenes a saccheggiare i villaggi lungo il fiume Vardar e quindi a prendere d'assedio la città di Kastoria e mentre lo stesso Basilio si trovava sotto le mura della città ricevette notizia dallo Strategos Tzitzikios che Ivan aveva spedito il generale Krakra a chiedere assistenza ai Peceneghi e che questi stavano per attraversare il Danubio. Immediatamente Basilio lasciò l'assedio e corse verso nord, ma mentre si trovava in viaggio apprese che i Peceneghi erano riluttanti ad affrontare i rischi di una guerra. Di ritorno verso il sud Basilio catturò la città di Setina dove prese un palazzo che Samuele aveva fatto costruire per sé e riuscì anche ad appropriarsi di un gran numero di approvvigionamenti che vi erano stati stoccati.
Ivan intanto teneva sott'occhio i movimenti dei bizantini e tese loro un'imboscata che sarebbe costata la vita a Constantine Diogenes se Basilio non fosse arrivato a salvarlo.

## La fine di tutto
All'inizio del 1018 Ivan pose sotto assedio la città di Durazzo, ma venne ucciso in battaglia sotto le sue mura nel mese di febbraio. I resoconti circa la sua morte sono discordanti, c'è chi dice che venne ucciso per mano dei suoi servi coinvolti in un complotto e altri che sostengono che perì in battaglia. Le cronache bulgare, più dettagliate, narranno di come egli combattendo a cavallo contro un bizantino venne sorpreso da due fanti che si scagliarono contro di lui ferendolo fatalmente all'addome. Una cronaca bizantina vuole invece che sia stato lo stesso uomo con cui combatteva a cavallo ad ucciderlo con un colpo di lancia al petto.
La Cronaca del Prete di Doclea fa una versione un po'più fantasiosa perché sostiene di come Ivan, mentre consumava un pasto al campo, venne assalito da un misterioso soldato in cui egli riconobbe il defunto Jovan, egli urlò, ma nessuno venne in suo soccorso e venne quindi ucciso dal misterioso soldato.
Morto lui morì anche la resistenza. I figli di Ivan erano troppo giovani per prendere il comando. Una volta udita la notizia del decesso del rivale Basilio ricevette ad Edirne i fratelli di Krakra che riconobbero l'autorità bizantina, molti altri nobili seguirono il suo esempio e lo stesso Krakra, a capo di 35 castelli con le relative guarnigioni incontrò Basilio a Serres e si arrese. Dal canto suo l'imperatrice vedova Maria mandò una delegazione perché venissero studiati i termini di pace.
Il figlio maggiore di Ivan, Presian, provò a resistere per qualche mese, ma entro la fine del 1018 venne sconfitto.
Dalla moglie Maria Ivan ebbe diversi figli, quelli conosciuti sono:
- Presiano II di Bulgaria (996/997-1060/1061)
- Alusiano di Bulgaria
- Aronne
- Trayan
- Radomiro
- Caterina di Bulgaria